# Ascenseur des Thermes
L'ascenseur des Thermes est un ascenseur incliné de France situé à Saint-Gervais-les-Bains, en Haute-Savoie. Il relie le parc et l'établissement thermal en aval au bourg de Saint-Gervais-les-Bains en amont. Construit d'août 2023 à juin 2024,,, il est inauguré le 3 août 2024.
Il utilise les eaux usées comme force motrice, par remplissage d'un réservoir sous la cabine en station haute et sa vidange en station basse. Des moteurs électriques régulent le mouvement en ne fournissant de la puissance qu'à la marge, voire en permettant un peu de récupération d'énergie.

## Caractéristiques
Franchissant un dénivelé de 177 mètres, il permet une meilleure communication entre le village et le hameau du Fayet, en complément des lignes de bus urbains, du tramway du Mont-Blanc entre les gares du Fayet et de Saint-Gervais-les-Bains, ainsi que le Valléen, un téléphérique dont le parcours est plus long et la capacité supérieure.

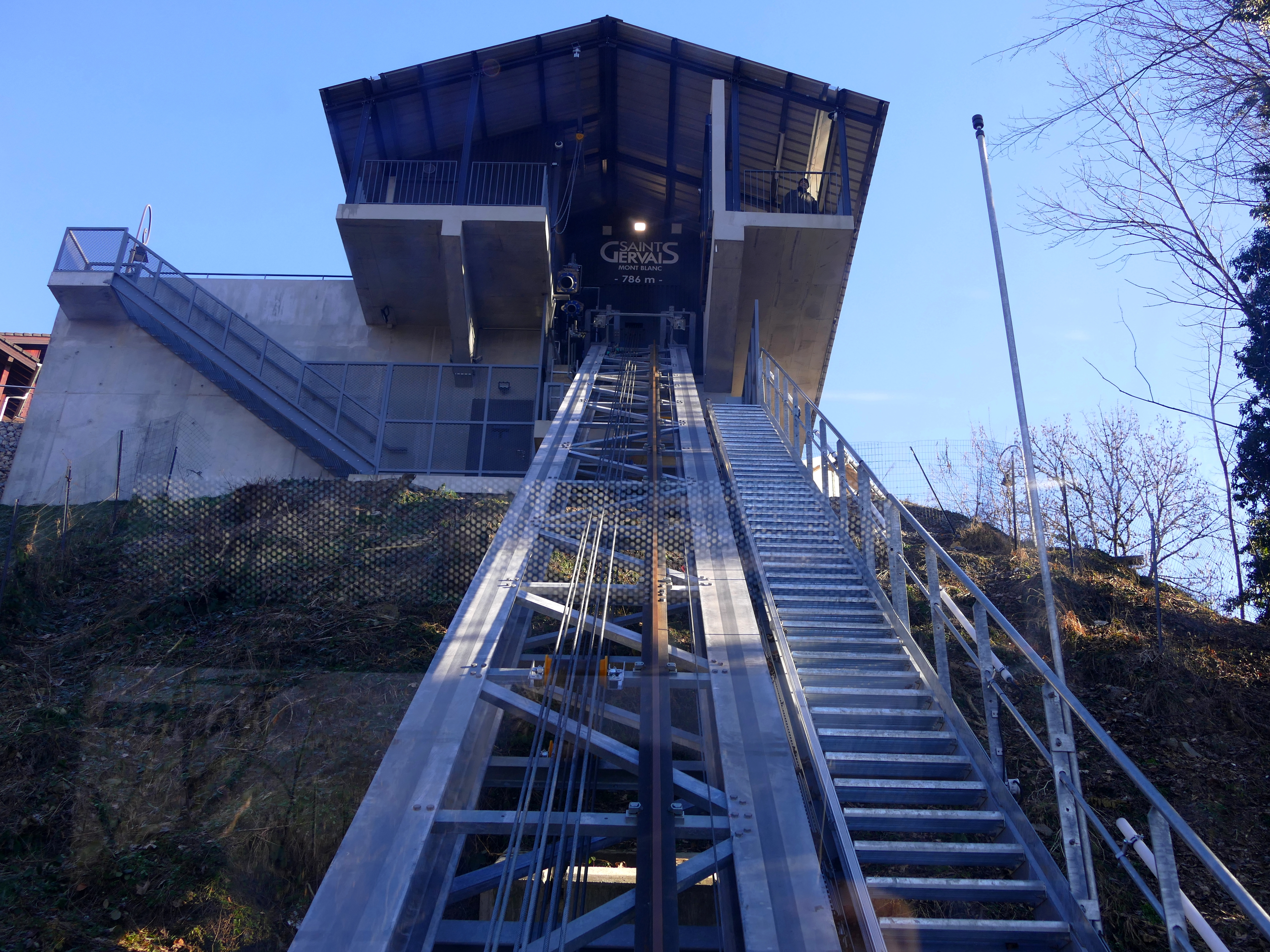
Gare amont depuis la cabine.
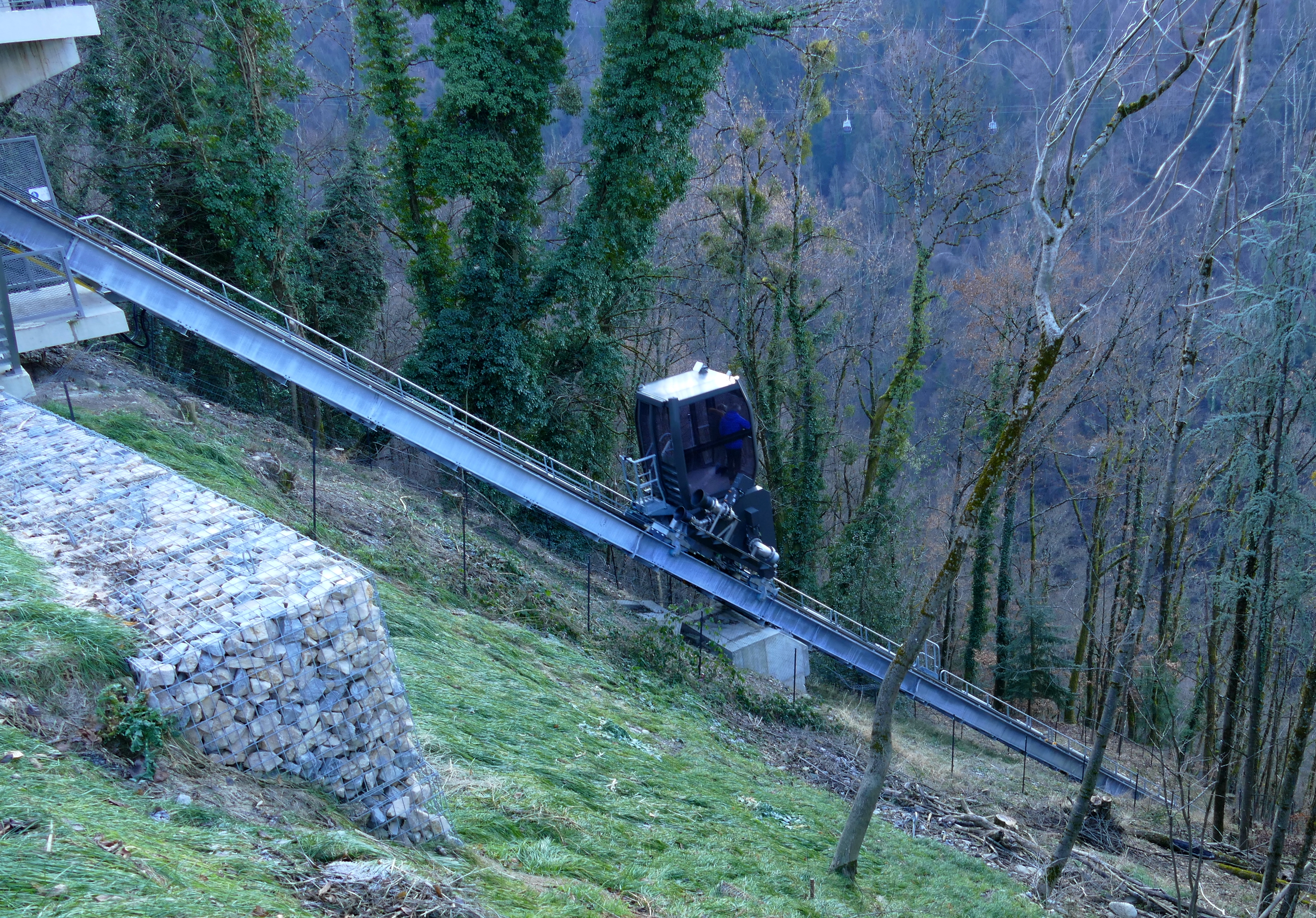
Partie haute de la ligne.
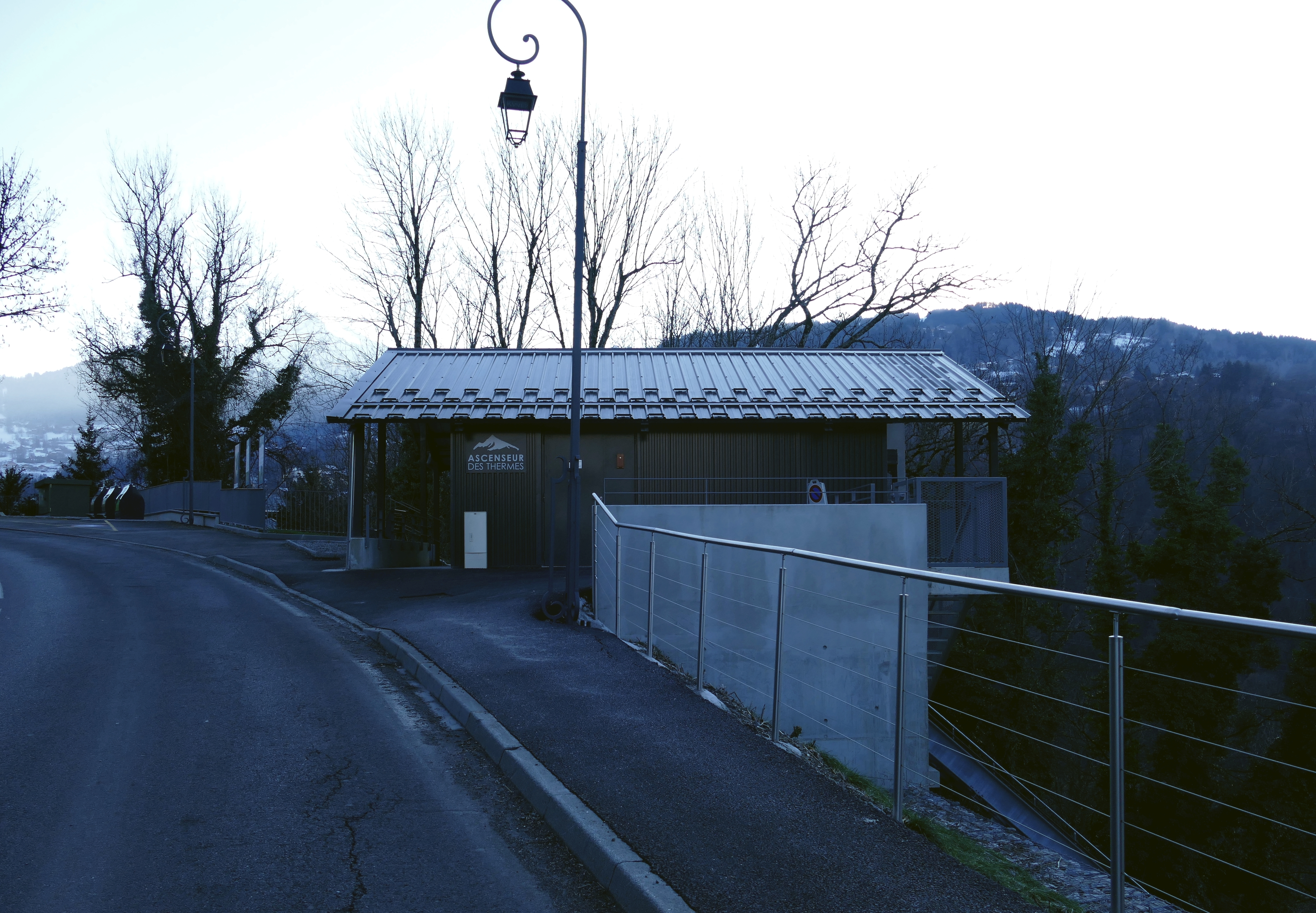
Gare amont depuis la route.

Cet ascenseur incliné est le seul aménagement à combiner la technique des funiculaires à contrepoids d'eau et celle des ascenseurs inclinés. Par ailleurs, le funiculaire de Fribourg en Suisse est toujours en service en exploitant aussi des eaux usées. La plupart des funiculaires à contrepoids d'eau-ci datent de la fin du XIXe siècle tandis que les ascenseurs inclinés se sont développés à partir des années 1990.
- Vidéo de l'arrivée en gare supérieure.

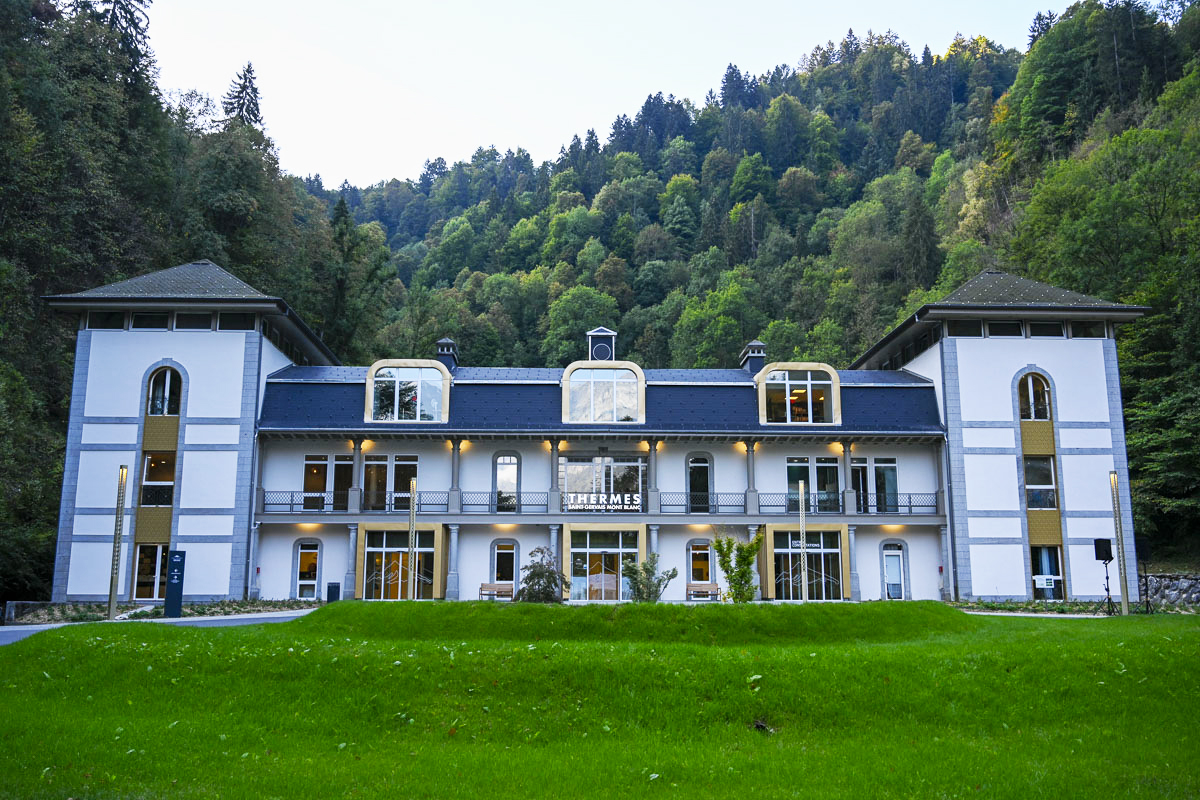
Les thermes de Saint-Gervais-les-Bains situés à côté de la gare aval de l'ascenseur incliné.